# Corradino Mineo
Corradino Mineo (Partanna, 1º gennaio 1950) è un giornalista, politico e conduttore televisivo italiano.
È stato dal 2006 il direttore della rete televisiva all-news Rai News24 fino al febbraio 2013, quando ha intrapreso la carriera politica, venendo eletto al Senato della Repubblica con il PD (Partito Democratico), dal quale è uscito nel 2015 per aderire a SEL (Sinistra Ecologia Libertà), che nel 2017 confluisce in SI (Sinistra Italiana).

## Biografia

### Studi e formazione
Nato a Partanna (in provincia di Trapani), vive a Roma. Suo nonno paterno era il matematico palermitano Corradino Mineo, accademico dei Lincei; suo padre, Massimo, era professore universitario di matematica, mentre la madre insegnava matematica al liceo. Lo zio Mario, politico, fu deputato all'Assemblea regionale siciliana dal 1947 al 1951, eletto nella lista Blocco del Popolo nel collegio di Palermo.
Laureatosi in filosofia all'Università di Palermo con 110 e lode, discutendo una tesi sul "modo di produzione asiatico", nel 1971 comincia a lavorare a il manifesto, assunto da Luigi Pintor, che nel 1974 lo trasferisce come corrispondente a Torino. Dal 1977 è iscritto all'Ordine dei Giornalisti come giornalista professionista. Nel 1978 entra in Rai nella redazione della TGR del Piemonte, a Torino, come redattore della cronaca. Nel 1987 il direttore Sandro Curzi lo chiama al TG3 nazionale, di cui diventa prima capo servizio, poi capo redattore politico. Nel 1992 è più volte inviato a Palermo, dove segue la strage di Capaci e la strage di via d'Amelio.
Con l'arrivo alla direzione del TG3 di Andrea Giubilo, Mineo è promosso vicedirettore della testata; nel 1995 viene nominato corrispondente RAI a Parigi (dove rimarrà fino al 2003) e successivamente a New York (dal 2003 al 2006).
Durante il 2016 ha assunto la direzione del settimanale Left.

### Direzione di Rainews24
Nel novembre 2006, sempre su proposta di Sandro Curzi, il CdA RAI lo nomina direttore del canale all-news Rai News24 (rinominato a maggio 2010 "Rai News"); in questa veste ha condotto pressoché ininterrottamente per tutto il suo mandato i programmi Il Caffè di Corradino Mineo e Il punto alle 20.
Sotto la direzione di Mineo, Rainews24 aumenta notevolmente i suoi ascolti, tanto da diventare, ai primi del 2011, il più seguito tra i canali all-news italiani.
Oltre a ciò, nel corso della sua direzione si registrarono forti screzi con l'editore RAI: il 20 luglio 2010 Marco Pannella del Partito Radicale annunciò la presentazione d'un esposto presso la Procura di Roma contro la paventata rimozione di Corradino Mineo dalla direzione di Rai News24. Infatti, dal mese di luglio si parlava di un avvicendamento alla direzione di Rai News24 con il caporedattore di Sky TG24 Franco Ferraro. In un primo momento sembrava che Mineo fosse destinato a diventare direttore del GR Parlamento e condirettore del Giornale Radio Rai, ma con il reintegro di Paolo Ruffini alla direzione di Rai 3 ci fu uno stop all'avvicendamento. Verso fine ottobre le nomine dei nuovi direttori di Rai News24 e di Rai 2 tornarono al centro dell'attenzione, e a Mineo fu offerta la corrispondenza a Mosca. La riunione del CDA fu rimandata e intanto a Mineo fu proposta la direzione di Rai Parlamento; anche in questo caso, la trattativa si bloccò, e il giornalista siciliano rimase direttore di Rainews24.
Mineo più volte, durante le sue trasmissioni e in alcune interviste, diede conto delle notevoli difficoltà del canale da lui diretto ad operare in efficienza, complice l'obbligo di cedere alcuni spazi di palinsesto ad altre testate Rai, la mancanza in studio dei cameraman, con conseguente obbligo di lasciare le telecamere fisse (che talvolta, se mal posizionate, tagliavano il conduttore fuori dall'inquadratura), la povertà della grafica, dovuta all'assenza di una redazione titoli preposta alla sua gestione, la carenza di vario personale, mezzi tecnici generalmente antiquati e un budget di 5.070.000 euro, insufficiente alla copertura di tutte le spese di produzione.
In seguito alla sua candidatura alle elezioni politiche del 2013 il 9 gennaio si è dimesso dalla carica di direttore di Rai News24. Contestualmente ha aperto il suo blog, corradinomineo.it.

## Attività politica
Alle elezioni politiche del 2013 viene candidato, su invito di Pier Luigi Bersani, al Senato della Repubblica, in regione Sicilia (in quanto regione nativa di Mineo), come indipendente a capolista del Partito Democratico, venendo eletto senatore della XVII Legislatura.
Nell'ottobre 2013 si è iscritto al Partito Democratico.
Nell'aprile 2013, durante l'elezione del Presidente della Repubblica, ha sostenuto la candidatura di Stefano Rodotà.
Alle primarie del Partito Democratico per la scelta del nuovo leader, Mineo sostiene la candidatura di Giuseppe Civati.
Il 12 giugno 2014 viene decisa a maggioranza da parte del gruppo PD al Senato la sua sostituzione da membro della Commissione Affari Costituzionali del Senato con il capogruppo democratico al Senato Luigi Zanda. La sostituzione di Mineo segue di qualche giorno quella del popolare Mario Mauro; ambedue erano considerati critici della riforma del Senato presentata dal ministro Maria Elena Boschi, avendo votato e contribuito ad approvare l'ordine del giorno di Roberto Calderoli sull'elettività diretta dei senatori (su cui il governo aveva dato parere negativo). Mineo definì tale scelta un grave errore politico, messo in atto soltanto per blindare i numeri in Commissione.
Nel dicembre 2014 è l'unico senatore del PD a negare la fiducia posta dal governo sul Jobs Act.
Nell'ottobre 2015, dopo aver votato contro la riforma costituzionale Renzi-Boschi, lascia il gruppo del Partito Democratico al Senato della Repubblica, aderendo al Gruppo misto.
Il 3 marzo 2016 aderisce alla componente del Gruppo misto "Sinistra Italiana - Sinistra Ecologia e Libertà". Non si ricandida alle successive elezioni politiche del 2018.
In occasione delle elezioni europee del 2019 è candidato nella circoscrizione Isole per la lista La Sinistra come capolista, ma non viene eletto.

## Vita privata
Sposato dal 1995 con la giornalista Adriana Bellini del TG LA7, ha quattro figli: Ivan (1980), i gemelli Elettra e Manfredi (1994) e Nathalia (2002).

## Opere
- con Sandro Curzi, Giù le mani dalla tv, Sperling & Kupfer, 1994
- Il caffè amaro, Imprimatur Editore, 2014